# Chloraspilates arizonaria
Chloraspilates arizonaria är en fjärilsart som beskrevs av Augustus Radcliffe Grote 1882. Chloraspilates arizonaria ingår i släktet Chloraspilates och familjen mätare. Inga underarter finns listade i Catalogue of Life.